# Chlosyne mazarum
Chlosyne mazarum is een vlinder uit de familie Nymphalidae. De wetenschappelijke naam van de soort is voor het eerst geldig gepubliceerd in 1979 door Miller & Rotger.